# Мендзыжеч (гмина)
Мендзыжеч (пол. Międzyrzecz) — гмина (волость) в Польше, входит как административная единица в Мендзыжечский повет (Любушское воеводство). Население — 25 131 человека (на 2017 год).

## Соседние гмины
1. гмина Бледзев
2. гмина Любжа
3. гмина Пшиточна
4. гмина Пщев
5. гмина Суленцин
6. гмина Свебодзин
7. гмина Тшцель